# Municipio de Tasquillo
El municipio de Tasquillo es uno de los ochenta y cuatro municipios que conforman el estado de Hidalgo en México. La cabecera municipal y localidad más poblada es Tasquillo.
El municipio se localiza al poniente del territorio hidalguense entre los paralelos 20°27′ y 20°37′ de latitud norte; los meridianos 99°14′ y 99°30′ de longitud oeste; con una altitud entre 1500 y 2300 m s. n. m. Este municipio cuenta con una superficie de 240.01 km², y representa el 1.15 % de la superficie del estado; dentro de la región geográfica denominada como Valle del Mezquital.
Colinda al norte con los municipios de Tecozautla y Zimapán; al este con el municipio de Ixmiquilpan; al sur con el municipio de Alfajayucan; al oeste con los municipios de Alfajayucan y Tecozautla.

## Toponimia
El nombre Tasquillo en náhuatl significa: “En el pequeño juego de pelota”; y en otomí significa: ‘Lugar de cabras’.

## Geografía

### Relieve e hidrográfica
En cuanto a fisiografía se encuentra dentro de las provincias del Eje Neovolcánico (99.0%) y la Sierra Madre Oriental (1.0%); dentro de la subprovincia Sierras y Llanuras de Querétaro e Hidalgo (99.0%) y Carso Huasteco (1.0%). Su territorio es sierra (72.0%) y Lomerío (28.0%). Sus elevaciones principales son el cerro La Petaca con una altitud de 2320 m s. n. m., el cerro el Pitol con 2260 m s. n. m., el cerro Boxaxúh con 2100 m s. n. m., el cerro La Campana con 2020 m s. n. m. y el cerro Mexe con 1920 m s. n. m.
En cuanto a su geología corresponde al periodo neógeno (84.93 %), Cretácico (11.0 %) y Cuaternario (2.0 %). Con rocas tipo ígnea extrusiva: riolita-toba ácida (19.0%), toba ácida (12.0%), andesita-brecha volcánica intermedia (9.0%), volcanoclástico (8.0%), riolita (2.0%), toba ácida-brecha volcánica ácida (2.0%) y basalto (1.0%); sedimentaria: arenisca–conglomerado (20.0%), limolita-arenisca (12.93%) y caliza (10.0%); suelo: aluvial (2.0%). En cuanto a cuanto a edafología el suelo dominante es leptosol (47.0%), phaeozem (27.93%), calcisol (16.0%), regosol (6.0%) y vertisol (1.0%).
En lo que respecta a la hidrología se encuentra posicionado en la región hidrológica del Pánuco; en las cuencas del río Moctezuma; dentro de las subcuenca del río Tula (64.0%) y río Alfajayucan (36.0%). en el municipio existen 897 cuerpos de agua, otras de las corrientes de agua son Evocadero, El Durango, El Epazote, Bonhé, El Puerto, San Antonio, La Petaca, Salitre y Gandhó.

### Clima
El territorio municipal se encuentran los siguientes climas con su respectivo porcentaje: Semiseco semicálido (46.0%), semiseco templado (35.0%) y seco semicálido (19.0%). Registra una temperatura media anual de 18° centígrados y tiene una precipitación pluvial anual de 400 a 500 mm, con un periodo de lluvias de mayo a septiembre, es húmedo y frío en invierno, y húmedo y caluroso en verano y primavera.

### Ecología
La flora en el municipio predomina el mezquite, en las comunidades de Arbolado, Juchtitlán y parte de la cabecera municipal existe nogal pecanero. En las zonas áridas es común encontrar cierto tipo de cactáceas. La fauna está compuesta por rata de campo, ardilla, conejo, tlacuache, víbora, coyote, armadillo, zorrillo, tejón, escorpión, aves cantoras, insectos y arácnidos.

## Demografía

### Población
De acuerdo a los resultados que presentó el Censo Población y Vivienda 2020 del INEGI, el municipio cuenta con un total de 17 441 habitantes, siendo 8146 hombres y 9295 mujeres. Tiene una densidad de 72.7 hab/km², la mitad de la población tiene 32 años o menos, existen 87 hombres por cada 100 mujeres.
El porcentaje de población que habla lengua indígena es de 34.36 %, en el municipio se hablan principalmente Otomí del Valle del Mezquital. El porcentaje de población que se considera afromexicana o afrodescendiente es de 0.80 %.
Tiene una Tasa de alfabetización de 98.8 % en la población de 15 a 24 años, de 90.2 % en la población de 25 años y más. El porcentaje de población según nivel de escolaridad, es de 5.8 % sin escolaridad, el 58.3 % con educación básica, el 20.3 % con educación media superior, el 14.9 % con educación superior, y 0.7 % no especificado.
El porcentaje de población afiliada a servicios de salud es de 69.2 %. El 9.0 % se encuentra afiliada al IMSS, el 76.6 % al INSABI, el 13.7 % al ISSSTE, 1.9 % IMSS Bienestar, 0.1 % a las dependencias de salud de PEMEX, Defensa o Marina, 0.2 % a una institución privada, y el 0.1 % a otra institución. El porcentaje de población con alguna discapacidad es de 6.9 %. El porcentaje de población según situación conyugal, el 25.3 % se encuentra casada, el 32.3 % soltera, el 28.3 % en unión libre, el 6.1 % separada, el 0.8 % divorciada, el 7.2 % viuda.
Para 2020, el total de viviendas particulares habitadas es de 5096 viviendas, representa el 0.6 % del total estatal. Con un promedio de ocupantes por vivienda 3.4 personas. Predominan las viviendas con tabique y block. En el municipio para el año 2020, el servicio de energía eléctrica abarca una cobertura del 98.9 %; el servicio de agua entubada un 55.0 %; el servicio de drenaje cubre un 89.9 %; y el servicio sanitario un 90.6 %.

### Localidades

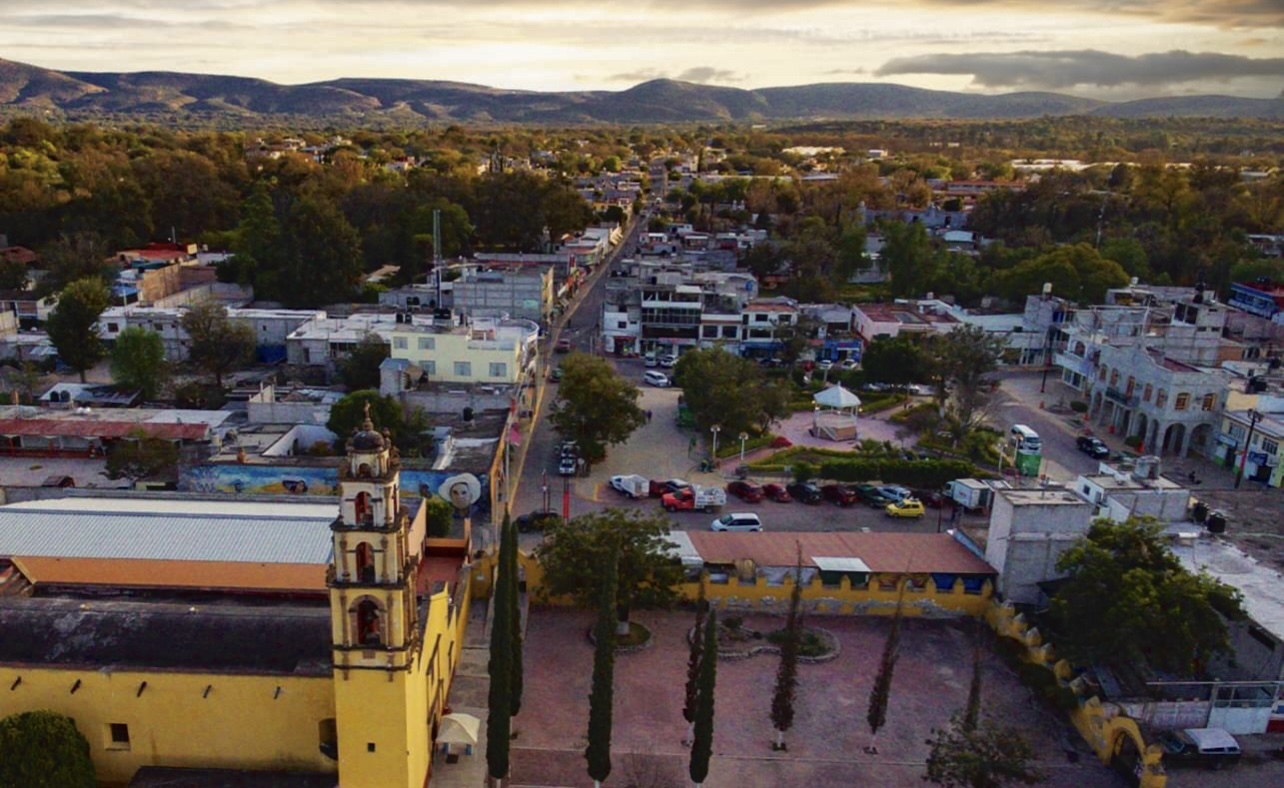
Panorámica de Tasquillo.

Para el año 2020, de acuerdo al Catálogo de Localidades, el municipio cuenta con 32 localidades.
| Código INEGI | Localidad                            | Población (2020) | Porcentaje (%) | Ámbito Población | Categoría Población |
| ------------ | ------------------------------------ | ---------------- | -------------- | ---------------- | ------------------- |
| 130580001    | Tasquillo                            | 4030             | 23.11          | Urbana           | Cabecera municipal  |
| 130580017    | Portezuelo                           | 1837             | 10.53          | Rural            | Comunidad           |
| 130580004    | Caltimacán                           | 1674             | 9.60           | Rural            | Comunidad           |
| 130580036    | San Isidro                           | 1051             | 6.03           | Rural            | Comunidad           |
| 130580024    | Santiago Ixtlahuaca                  | 926              | 5.31           | Rural            | Comunidad           |
| 130580009    | Danghu                               | 867              | 4.97           | Rural            | Comunidad           |
| 130580006    | Candelaria                           | 824              | 4.72           | Rural            | Comunidad           |
| 130580002    | Arbolado                             | 815              | 4.67           | Rural            | Comunidad           |
| 130580013    | Juchitlán                            | 588              | 3.37           | Rural            | Comunidad           |
| 130580003    | Bondhí                               | 569              | 3.26           | Rural            | Comunidad           |
| 130580019    | Remedios                             | 540              | 3.10           | Rural            | Comunidad           |
| 130580023    | San Pedro                            | 503              | 2.88           | Rural            | Comunidad           |
| 130580020    | Rinconada                            | 481              | 2.76           | Rural            | Ranchería           |
| 130580012    | Huizachez                            | 429              | 2.46           | Rural            | Ranchería           |
| 130580025    | Tetzhú                               | 360              | 2.06           | Rural            | Ranchería           |
| 130580015    | Motho                                | 337              | 1.93           | Rural            | Ranchería           |
| 130580032    | El Durazno                           | 254              | 1.46           | Rural            | Ranchería           |
| 130580016    | Noxthey                              | 225              | 1.29           | Rural            | Ranchería           |
| 130580010    | El Epazote                           | 194              | 1.11           | Rural            | Ranchería           |
| 130580018    | Quitandejhe                          | 171              | 0.98           | Rural            | Ranchería           |
| 130580041    | San Miguel                           | 152              | 0.87           | Rural            | Ranchería           |
| 130580037    | La Vega                              | 136              | 0.78           | Rural            | Ranchería           |
| 130580027    | San Nicolás (San Nicolás Caltimacán) | 108              | 0.62           | Rural            | Ranchería           |
| 130580050    | Nuevo Arenal                         | 94               | 0.54           | Rural            | Ranchería           |
| 130580014    | El Llano                             | 60               | 0.34           | Rural            | Ranchería           |
| 130580021    | San Antonio Caltimacán               | 59               | 0.34           | Rural            | Ranchería           |
| 130580045    | Frente al Vivero                     | 54               | 0.31           | Rural            | Ranchería           |
| 130580008    | Cuauhtémoc                           | 32               | 0.18           | Rural            | Ranchería           |
| 130580039    | Ojo de Agua                          | 27               | 0.15           | Rural            | Ranchería           |
| 130580038    | Puente de Fierro                     | 25               | 0.14           | Rural            | Ranchería           |
| 130580011    | La Florida                           | 18               | 0.10           | Rural            | Ranchería           |
| 130580046    | Jorge Torres Torres                  | 1                | 0.01           | Rural            | Ranchería           |

## Política
Se erigió como municipio el 15 de febrero de 1826. El Honorable Ayuntamiento está compuesto por: un presidente municipal, un síndico, ocho regidores, nueve comisiones y treinta y treinta delegados municipales. De acuerdo al Instituto Nacional electoral (INE) el municipio está integrado por veinte secciones electorales, de la 1132 a la 1151. Para la elección de diputados federales a la Cámara de Diputados de México y diputados locales al Congreso de Hidalgo, se encuentra integrado al II Distrito Electoral Federal de Hidalgo y al I Distrito Electoral Local de Hidalgo. A nivel estatal administrativo pertenece a la Macrorregión V y a la Microrregión II, además de a la Región Operativa III Ixmiquilpan.

### Cronología de presidentes municipales
| Periodo                  | Nombre                      | Afiliación política        |
| ------------------------ | --------------------------- | -------------------------- |
| 1961-1964                | Felipe Hernández J.         | -                          |
| 1964-1967                | Guillermo Torres            | -                          |
| 1967-1970                | Rosalío Arteaga Hernández   | -                          |
| 1970-1973                | Francisco Fuentes Olguín    | -                          |
| 1973-1976                | Jesús Torres Guerrero       | -                          |
| 1976-1979                | J. Carmen Hernández Medina  | -                          |
| 1979-1982                | Ma. Enriqueta Mejía         | -                          |
| 1982-1985                | Pablo Torres Cruz           | -                          |
| 1985-1988                | Enrique Ocampo Sigüenza     | -                          |
| 1988-1991                | Abel Rojo Muñoz             | -                          |
| 1991-1994                | Maurilio Martínez SanJ uan  | -                          |
| 16/01/1994 al 15/01/1997 | Pascual Basilio Basilio     | PRI                        |
| 16/01/1997 al 15/01/2000 | Fausto Trejo Hernández      | PRI                        |
| 16/01/2000 al 15/01/2003 | Jaime Cruz Vázquez          | PRI                        |
| 16/01/2003 al 15/01/2006 | Eulogio Resendiz Resendiz   | PAN                        |
| 16/01/2006 al 15/01/2009 | Gonzalo Callejas Ureña      | PRD                        |
| 16/01/2009 al 15/01/2012 | Arturo Ramírez Mendoza      | PRD                        |
| 16/01/2012 al 04/09/2016 | Alberto Sánchez González    | PRD                        |
| 05/09/2016 al 04/09/2020 | Miriam Ramírez Mendoza      | PRD                        |
| 05/09/2020 al 14/12/2020 | Sara Trejo Fuentes          | Concejo Municipal Interino |
| 15/12/2020 al 30/01/2021 | María de Jesús Trejo Chávez | PRI                        |
| 04/01/2021 al 26/04/2023 | María Isabel Guerrero Trejo | PRI                        |
| 08/05/2023 al 25/06/2023 | Humberto Fuentes Portillo   | Presidente Interino        |
| 28/06/2023 al 04/09/2024 | Estela Martínez San Juan    | Presidente Interino        |
| 05/09/2024 al 04/09/2027 | Alberto Basilio González    | Morena                     |

## Economía
En 2015 el municipio presenta un IDH de 0.707 Alto, por lo que ocupa el lugar 41.º a nivel estatal; y en 2005 presentó un PIB de $614,696,481.00 pesos mexicanos, y un PIB per cápita de $39,840.00 (precios corrientes de 2005).
De acuerdo con el Consejo Nacional de Evaluación de la Política de Desarrollo Social (Coneval), el municipio registra un Índice de Marginación Medio. El 42.3% de la población se encuentra en pobreza moderada y 13.3% se encuentra en pobreza extrema. En 2015, el municipio ocupó el lugar 42 de 84 municipios en la escala estatal de rezago social.
A datos de 2015, en materia de agricultura el maíz se siembra en una superficie total de 3625 ha, de estasel 80% es de tierras de riego y el 20% de las tierras de temporal. El fríjol, por su parte, para su cultivo utiliza una superficie de 698 ha, el 13% es de tierras de riego y el 87% de temporal. Los cultivos perennes que son sembrados y cosechados en el municipio son: la alfalfa verde, maguey pulquero, nuez encarcelada, durazno, granada roja e higo. En ganadería se ocupa una superficie de 3772 ha, 226 de praderas y 3496 de matorrales. Se cría el ganado ovino, caprino, bovino, porcino, la que es explotada en mayor proporción es el ganado ovino.
Para 2015 se cuenta con 451 unidades económicas, que generaban empleos para 1268 personas. En lo que respecta al comercio, se cuenta con un tianguis, ocho tiendas Diconsa y tres tiendas Liconsa; además de un mercado público. De acuerdo con cifras al año 2015 presentadas en los censos económicos del INEGI, la Población Económicamente Activa (PEA) del municipio asciende a 4779 personas de las cuales 4208 se encuentran ocupadas y 571 se encuentran desocupadas. El 31.58% pertenece al sector primario, el 18.73% pertenece al sector secundario, el 48.71% pertenece al sector terciario y 0.98% no especificaron.